# Eckhard Thorun
Eckhard Thorun (* 14. April 1938) ist ein ehemaliger deutscher Ringer. Unter anderem gewann er zahlreiche DDR-Meisterschaften.

## Leben
Eckhard Thorun stammt aus Stettin und begann in Warnemünde als Jugendlicher mit dem Ringen. Aufgrund seiner Erfolge wurde er zur BSG Motor Warnemünde delegiert. Thorun, der das Schlosserhandwerk erlernt hatte, spezialisierte sich, nachdem er anfangs auch noch im Freistil rang, auf den griechisch-römischen Stil. Im Jahr 1956 wurde er DDR-Jugendmeister in der Klasse bis 51 kg Körpergewicht. In seinem ersten Jahr als Senior errang er bei den DDR-Meisterschaften 1957 im freien Stil den 3. Platz im Fliegengewicht hinter E. Voigt von Wismut Aue und S. Debnar vom SC Chemie Halle-Leuna. 1958 wurde er erstmals DDR-Meister im Fliegengewicht im griechisch-römischen Stil. Eckhard Thorun wechselte dann zum SC Lokomotive Leipzig, aus dem 1963 der SC Leipzig wurde.
Den Titel eines DDR-Meisters im griechisch-römischen Stil gewann Eckhard Thorun bis 1967 insgesamt siebenmal im Fliegen- bzw. Bantamgewicht. Er wurde aber auch auf internationaler Ebene eingesetzt und startete erstmals schon 1958 bei den Weltmeisterschaften in Budapest im griechisch-römischen Stil. Thorun musste dort als international unerfahrener Ringer noch Lehrgeld bezahlen und kam nach zwei Niederlagen nur auf den 15. Platz.
1960 vertrat Eckhard Thorun in der gesamtdeutschen Olympiaausscheidung die Farben der DDR. Gegen die bundesdeutschen Weltklasseringer Fritz Stange und Paul Neff unterlag er jedoch und konnte sich nicht für die Spiele in Rom qualifizieren. Ähnlich erging es ihm 1964, als er in drei harten Kämpfen gegen Fritz Stange in den beiden ersten Kämpfen unentschieden rang und im dritten, entscheidenden Kampf, äußerst knapp nach Punkten verlor.
Im Jahr 1963 kam Thorun bei den Weltmeisterschaften in Helsingborg mit drei Siegen und einer Niederlage auf einen guten 6. Platz und auch bei den Europameisterschaften 1966 in Essen zeigte er gute Leistungen und belegte den 5. Platz.
Nach dem Ende seiner aktiven Ringerlaufbahn zog Eckhard Thorun nach Dessau, war dort als Schlossermeister tätig und trainierte die Jugend im dortigen Ringerverein.

## Erfolge

### Internationale Erfolge
(WM = Weltmeisterschaften, EM = Europameisterschaften, F = freier Stil, GR = griech.-röm. Stil, Fl = Fliegengewicht, Ba = Bantamgewicht, damals bis 52 kg bzw. 57 kg Körpergewicht)
- 1958, 2. Platz, „Werner-Seelenbinder“-Turnier in Leipzig, GR, Fl, hinter Sergei Rybalko, UdSSR u. vor Siegfried Rothert, DDR;

- 1958, 15. Platz, WM in Budapest, GR, Fl, nach Niederlagen gegen Maurice Mewis, Belgien u. Dumitru Pârvulescu, Rumänien;

- 1959, 1. Platz, Turnier in Heusweiler, GR, Fl, vor Erwin Trouvain, BRD u. Maurice Mewis;

- 1959, 1. Platz, Turnier in Greiz, GR, Fl, vor Lindstedt, Schweden u. Jensen, Dänemark;

- 1962, 1. Platz, „Werner-Seelenbinder“-Turnier in Leipzig, GR, Ba, vor G. Muck u. R. Zadenach, bde. DDR u. Georgi Markow, Bulgarien;

- 1963, 6. Platz, WM in Helsingborg, GR, Ba, mit Siegen über Robert Salles, Frankreich, Bernard Knitter, Polen u. Johnny Nielsen, Dänemark u. einer Niederlage gegen János Varga, Ungarn;

- 1965, 2. Platz, Turnier in Klippan/Schweden, GR, Ba, hinter Fritz Stange, BRD u. vor Johnny Nielsen;

- 1966, 5. Platz, EM in Essen, Gr, Ba, mit Siegen über Max Scaioli, Italien, Kent Jonsson, Schweden u. Ivan Kašpar, CSSR, einem Unentschieden gegen Unver Besergil, Türkei u. einer Niederlage gegen Ion Baciu, Rumänien;

- 1967, 1. Platz, Turnier in Klippan/Schweden, GR, Ba, vor Franz Temppes, BRD, Solskjaer, Norwegen und Spjuth, Schweden;

- 1968, 3. Platz, Turnier in Zella-Mehlis, GR, Ba, hinter Christo Traikow, Bulgarien u. Hartmut Puls, DDR

### Gesamtdeutsche Olympiaausscheidungen
- 1960, 3. Platz, GR, Fl, hinter Paul Neff, Schifferstadt u. Fritz Stange, Untertürkheim u. vor Heinz Witt, Jena;

- 1964, 2. Platz, GR, Ba, hinter Fritz Stange

### DDR-Meisterschaften
- 1957, 3. Platz, F, Fl, hinter S. Voigt, BSG Wismut Aue u. S. Debnar, SC Chemie Halle-Leuna,
- 1958, 1. Platz, GR, Fl, vor Siegfried Rothert, SC DHfK Leipzig u. Heinz Witt, SC Motor Jena,
- 1959, 1. Platz, GR, Fl, vor Heinz Witt u. Hoffmannbeck, BSG Traktor Viernau,
- 1960, 1. Platz, GR, Fl, vor Heinz Witt u. Röll, BSG Aktivist Zwickau,
- 1963, 1. Platz, GR, Ba, vor Bruck, BSG Wismut Aue u. Bitteln, ASK Vorwärts Rostock,
- 1965, 1. Platz, GR, Ba, vor Hartmut Puls, SG Dynamo Luckenwalde u. Wolfgang Radmacher, SC Leipzig,
- 1966, 1. Platz, GR, Ba, vor J. Weichert, SC Leipzig u. Hartmut Puls,
- 1967, 1. Platz, GR, Ba, vor Reuß, SC Motor Zella-Mehlis u. Hartmut Puls,
- 1968, 2. Platz, GR, Ba, hinter Hartmut Puls u. vor Rotkehl, SC Karl-Marx-Stadt